# 루스 포랏
루스 포랏(Ruth Porat, 1858년 ~ )은 영국계 미국인 사업가이다. 2015년부터 알파벳과 자회사 구글의 최고재무관리자(CFO)를 역임하고 있다. 포랏은 2010년 1월부터 2015년 5월까지 모건 스탠리의 부사장을 역임했다.
2020년, 포랏은 포브스에 의해 세계에서 가장 강력한 여성 부문에서 16위에 올랐으며, 2020년 포춘지에 의해 가장 강력한 여성 7위에 올랐다.